# Пежо тип 138
Пежо тип 138 (фр. Peugeot Type 138) је моторно возило произведено између 1911. и 1912. од стране француског произвођача аутомобила Пежо у њиховој фабрици у Оданкуру. У том раздобљу је укупно произведено 925 јединица.
Возило покреће четвороцилиндрични четворотактни мотор који је постављен напред, а преко кардана је пренет погон на задње точкове. Његова максимална снага била је 12 КС и запремине 2614 cm³.
Тип 147 се производио у две варијанте 138 и 138 А са међуосовинским растојањем од 3006 мм, а размак точкова је 1280 мм. Форма каросерије је торпедо и купе-лимузина са простором за четири особе, а такође и спортски модел 138 А.